# Анализ разведывательной информации
Анализ разведывательной информации — процесс получения необходимой информации посредством анализа данных, имеющихся в свободно доступных источниках или добытых негласными способами. Его выделяют как составную часть разведки в целом — как элемент разведывательного цикла.

## Задачи
Одна из основных задач разведки — ответить на вопросы, заданные ей военным и политическим руководством страны. При этом в большинстве случаев разведка располагает лишь отдельными фрагментами информации, которые могут быть использованы для анализа. Аналитикам необходимо сделать необходимые выводы из этой информации, используя научные методы и критическое мышление.
Важна также форма представления информации руководству. Необходимо предоставлять информацию в сжатой и убедительной форме (таблицы, графики, аналитические записки). Однако многое зависит от предпочтений руководителей. Например, западные исследователи отмечают, что руководители СССР предпочитали получать не анализ, а сырую информацию. В прошлом такой подход мог быть обоснованным, но при сегодняшней сложности мировой ситуации и огромных объёмах информации без профессиональной обработки данных обойтись затруднительно.
Аналитики разведки помогают лидеру страны принять решение, а затем разведслужба выясняет реакцию на него оппонентов. Разведслужбы могут также оценивать и критиковать успешность политики лидера. В связи с этим определённые типы лидеров с раздражением воспринимают негативную для них информацию и предложение альтернативных решений.

## Этапы
Основные этапы работы по анализу разведывательной информации представлены в описании В. Плэтта в следующем виде:
1. **Общее знакомство с проблемой** — изучение контекста и постановка задач.
2. **Определение используемых понятий** — уточнение терминологии и ключевых концепций.
3. **Сбор фактов** — получение данных из различных источников.
4. **Истолкование фактов** — анализ и интерпретация собранной информации.
5. **Построение гипотезы** — формулирование предположений на основе данных.
6. **Выводы** — заключение по результатам анализа.
7. **Изложение** — подготовка отчётов, справок и аналитических записок.
8. **Справка** — предоставление информации руководству в удобной форме.

## Достоверность и возможные ошибки
Оценка достоверности получаемой информации часто становится основным слабым местом. Так, перед нападением на Перл-Харбор разведка США получала предупреждения об угрозе нападения, но на каждое из них находились альтернативные объяснения. Та же ситуация произошла и перед нападением Германии на СССР. С одной стороны, Сталин получал из разных источников многочисленные противоречивые предупреждения о готовящемся нападении, но не мог их адекватно оценить. С другой стороны, германская разведка дала сильно заниженную оценку мобилизационных возможностей СССР и устойчивости советского политического режима.
Трудно также предсказать революции и перевороты. Так, в 1979 году аналитики военной разведки США, основываясь на информации, предоставленной сотрудниками иранских спецслужб, сделали вывод, что шах Ирана сохранит власть в ближайшее десятилетие, но буквально через несколько месяцев в Иране произошла исламская революция, и шах был свергнут.
Ошибки разведки могут иметь серьёзные последствия для страны. Так, в США в 1960-е наблюдалось преувеличение возможностей СССР в производстве баллистических ракет. Американская разведка не смогла предотвратить террористические акты 11 сентября 2001 года.
Известны ситуации, когда разведка может «обмануть сама себя». Например, как сообщается, когда аналитики ЦРУ обсуждали книгу, содержащую информацию из печати разных стран о случаях поддержки террористов со стороны СССР, то оказалось, что вся эта информация была до этого напечатана в разных изданиях с подачи самого же ЦРУ.
Ряд ошибок американской разведки был вызван политическими проблемами. К примеру, в 1989 году аналитик разведки Ричард Барлоу (Richard Barlow) подготовил доклад, в котором говорилось, что Пакистан начал работы по созданию собственного ядерного оружия. Однако в то время США не собирались осложнять отношения с Пакистаном, и доклад аналитика был признан паникёрским. Когда Барлоу попытался оспорить это утверждение и начал протестовать, его уволили. После этого уже через три года официальные лица Пакистана признали, что работы по созданию ядерного оружия ведутся, а в 1998 году был успешно испытан первый ядерный заряд.
Подобными причинами отчасти объясняются ошибочные выводы о наличии у Ирака оружия массового поражения накануне вторжения коалиции во главе с США в марте 2003 года. Наблюдалась явная тенденция аналитиков американской разведки к перестраховке. Опасаясь недооценить возможности противника, аналитики переоценили их. В аналитической работе существует ряд приемов, способных предотвратить это — метод «адвоката дьявола», создание групп, пытающихся сымитировать образ мышления противника, или указание аналитикам подумать, какое изменение исходных параметров способно разрушить их выводы. Однако все эти методы в данном случае практически не применялись.

## Научные методы в разведке
Современный анализ разведывательной информации активно использует методы:
- **Теории вероятностей** — оценка вероятности различных сценариев.
- **Статистического моделирования** — изучение динамики и выявление трендов.
- **Системного анализа** — комплексный подход к оценке ситуации.
- **Методов предсказательного моделирования** — прогнозирование на основе исторических данных и современных тенденций.

## Выводы
Анализ разведывательной информации — ключевая составляющая разведывательного цикла, позволяющая принимать обоснованные решения. Его эффективность зависит от правильного использования научных методов, критического подхода и объективной оценки данных. Ошибки в аналитической работе могут привести к катастрофическим последствиям, поэтому важна независимость аналитиков от политических влияний и применение проверенных методологических подходов.